# Chute de Richmond
Guerre de sécession
Batailles
- Lewis's Farm
- White Oak Road
- Dinwiddie Court House
- Five Forks
- 3e Petersburg
- Richmond
- Sutherland's Station
- Namozine Church
- Amelia Springs
- Rice's Station
- Sailor's Creek
- High Bridge
- Cumberland Church
- Appomattox Station
- Appomattox Court House
- Reddition de Lee

La chute de Richmond désigne la prise de contrôle de la ville de Richmond (Virginie), capitale des États confédérés d'Amérique, par l'Union du 2 au 3 avril 1865 dans les derniers jours de la guerre de sécession.
Après neuf mois de siège à Petersburg en Virginie, les confédérés dirigés par Robert E. Lee se retirent et laissent ainsi Richmond, capitale confédérée, sans défense. Après la chute de Petersburg le 2 avril 1865, une partie de l'armée de l'Union fait mouvement vers le Nord pour atteindre Richmond.
Jefferson Davis, président de la Confédératon et son cabinet donnent l'ordre de mettre le feu à la ville, puis s'enfuirent en train. Les nordistes atteignent Richmond, éteignent le feu qui s'est propagé et prennent le contrôle de la ville à la suite de sa reddition le 3 avril,.

## Contexte
La guerre de sécession débute le 12 avril 1861 avec l'attaque de Fort Sumter par les sudistes qui venaient de faire sécession. Durant plusieurs années, de nombreux généraux nordistes se sont vainement succédé pour tenter de prendre Richmond, considéré comme le centre de gravité devant mettre fin à la guerre.
En 1864, Ulysses S. Grant arrive à la tête de l'armée de l'Union. Il combat la redoutable armée de Virginie du Nord de Robert E. Lee tout au long de la campagne terrestre. Cette dernière aboutit au siège de Petersburg qui s'étale sur neuf mois. Les victoires nordistes à la bataille de Five Forks, le 1er avril 1865, et à la troisième bataille de Petersburg le lendemain forcent Lee à abandonner cette ville, puis, bientôt, Richmond.

## Incendies et prise de la ville

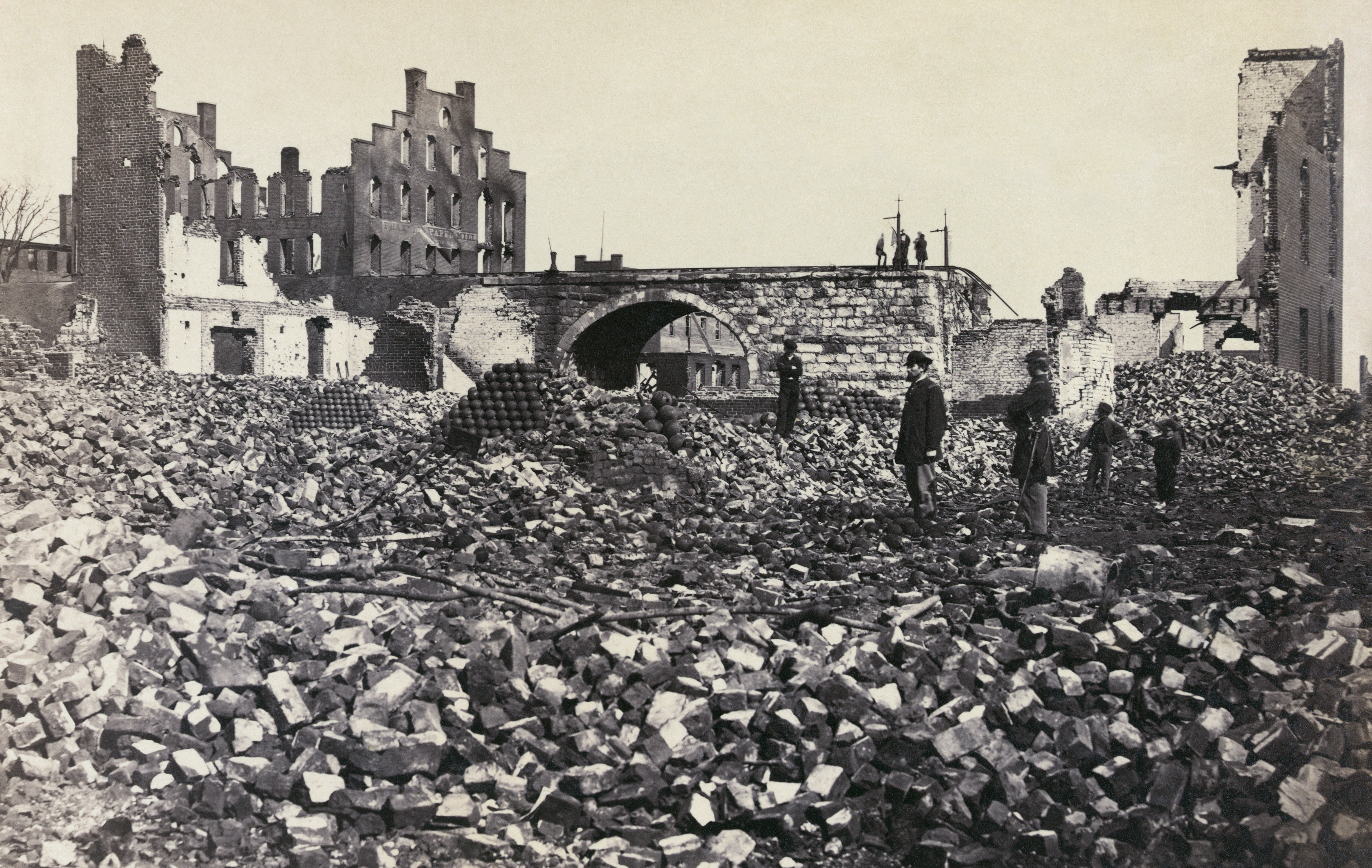
Dégâts à Richmond après "l'incendie d'évacuation" du 2 avril 1865

Le 2 avril, le gouvernement confédéré de Jefferson Davis décide d'abandonner Richmond. Le Richmond Examiner déclare peu avant l'évacuation :
« L'évacuation de Richmond serait la perte de tout respect et de toute autorité envers le gouvernement confédéré, la désintégration de l'armée et l'abandon du projet d'une Confédération du Sud indépendante. Chaque concurrent dans la guerre a fait de Richmond l'objet central de tous ses plans et de tous ses efforts. Il est devenu le symbole de la Confédération. Sa perte serait une ruine matérielle pour la cause, et d'un point de vue moral, absolument destructrice, écrasant le cœur et éteignant le dernier espoir du pays. »
À la demande de Davis, des troupes confédérées sont chargées de mettre le feu aux ponts, à l'armurerie et aux entrepôts de ravitaillement en partant et de détruire le tabac stocké dans la ville. Cela déclenche des incendies qui se sont propagés rapidement et ont rapidement été incontrôlables, engloutissant la partie basse de la ville. Les dégâts sont énormes. De plus, les habitants ont commencé à piller, des barils d'alcool ont été brisés et des citoyens et des soldats ivres se sont ajoutés à la destruction.
Les yankees arrivent avec en premier l'army de la James du général Ord puis l'armée du Potomac. Les soldats nordistes se sont mis dès leur arrivée à éteindre "l'incendie d'évacuation" pendant que du côté sudiste, le bataillon Tredegar, un groupe de travailleurs organisé par le général Joseph Reid Anderson, propriétaire de la Tredegar Iron Works, défend la ville contre la foule en colère. Seul le Tredegar, de tous les établissements de guerre de Richmond, échappe aux flammes. Le maire Joseph Mayo et d'autres membres du conseil municipal de Richmond sortent de la ville pour rencontrer les éléments avancés de l'armée de l'Union et retournent à Richmond pour attendre l'arrivée de l'avant-garde de l'Union, le XXV Corps, qui était en grande partie composé de troupes de couleur américaines, sous le commandement du général de division Godfrey Weitzel.
Le lendemain, le 3 avril, l'incendie est éteint et à 8h15, le général Weitzel accepte officiellement la reddition à l'hôtel de ville de Richmond. Mais, Weitzel fait encore face à une tâche herculéenne. La population étant démunie, il a immédiatement ordonné que des rations soient distribuées aux habitants. L'occupation de la ville est confiée à Godfrey Weitzel avant que celui-ci se fasse remplacer par Edward Ord.
Le président Lincoln s'est ensuite lui-même rendu à Richmond, accompagné de son fils Tad et de l'amiral David Dixon Porter. Ils ont été salués par des masses d'Afro-Américains. D'autres habitants du Nord ont également afflué à Richmond pour voir la ville qui avait symbolisé la rébellion et qui avait résisté à la capture pendant quatre longues années.

## Conséquences
Après la chute de la capitale confédérée, la situation de l'armée de Virginie du Nord continue de se détériorer, à l'occasion de la campagne d'Appomattox. Le 9 avril, Lee et son armée se rendent à Appomattox ce qui met fin à la guerre sur le théâtre oriental. Le président confédéré Jefferson Davis apprend la reddition de Lee le 12 avril et s'enfuit pour échapper aux nordistes. Néanmoins, il est capturé le 10 mai et emprisonné avant d'être libéré deux ans plus tard sans même avoir été jugé. Entre-temps, Abraham Lincoln est assassiné. Mais, la guerre ne tarde pas à s'achever.